# Léon Messaud
Léon Messaud, né le 23 juin 1897 à Toulouse et mort le 4 décembre 1983 à Saubens, est un homme politique français.

## Détail des fonctions et des mandats
Mandat parlementaire
- Sénateur de la Haute-Garonne : élu le 26 avril 1959, réélu le 23 septembre 1962, fin de mandat le 1er octobre 1971